# Пепёлыши
Пепёлыши — деревня в Суксунском районе Пермского края Российской Федерации. Входит в Поедугинское сельское поселение.

## География
Расположена на реке Истекаевка вблизи левого берега Сылвы, в лесистой местности, в 7 км к северо-востоку от Суксуна, в 41 км к юго-востоку от Кунгура и в 115 км от Перми.

## Население
| 2010 |
| ---- |
| 180  |

## Инфраструктура
Личное подсобное хозяйство с зоной сельскохозяйственного использования, индивидуальная застройка усадебного типа.
Основа экономики — сельское хозяйство. Туризм.
Пепелышевский ФАП.

## Достопримечательности
У деревни на обрывистом берегу Сылвы находится водопад Плакун. У водопада сооружена часовня Св. Ильи.
Памятник Воинам, погибшим в Великой Отечественной войне 1941-1945 гг.

## Транспорт
Деревня доступна автотранспортом.